# フードバレー
フードバレー (Food Valley) は、オランダ食品関連企業と大学、研究機関が集積したエリアの総称である。アムステルダムから85㎞の距離に位置する。オランダは九州よりも国土が小さいが農業輸出が盛んな理由の一つとなっている。

## 概要
1997年にサービスを創造する食品研究開発拠点を作るためにワーヘニンゲンに集積したのが始まりである。

## IT化
大前研一によれば、農作物の新規研究以外にもIT化や電子化も極めて進んでおりパソコンでモニタリングやデータ管理ができ、温室の中にいるよりも、パソコンの前に座っている時間のほうが長く。気温、湿度、CO2濃度、生育状況も常にモニタリングできる状態であるという。

## 日本企業とのかかわり
日本企業ではキッコーマンが唯一、研究開発拠点を置き現地の大学や企業との連携の強化に努めている。

## モデル化
日本の自治体においては、新潟市、とかち、静岡県富士宮市などがフードバレー構想に努めている。